# Frauenhäuschen
Frauenhäuschen ist ein ehemaliger Wohnplatz der Gemeinde Lindlar im Oberbergischen Kreis in Nordrhein-Westfalen. Die kleine Kapelle ist ein eingetragenes Baudenkmal der Gemeinde Lindlar.

## Lage und Beschreibung
Frauenhäuschen lag unmittelbar an der Kreisstraße 24 die Lindlar mit Schmitzhöhe verbindet. Vom ehemaligen Wohnplatz ist nur noch die kleine Kapelle vorhanden von der der Ort seinen Namen erhalten hat.

## Geschichte
Carl Friedrich von Wiebeking benennt die Hofschaft auf seiner Charte des Herzogthums Berg 1789 als Capelle. Aus ihr geht hervor, dass der Ort zu dieser Zeit Teil der Unteren Dorfhonschaft Lindlar im Unteren Kirchspiel Lindlar war.
Der Ort ist auf der Topographischen Aufnahme der Rheinlande von 1825 als Mutt. Gott. Kap. verzeichnet. Die Preußische Uraufnahme von 1840 zeigt den Wohnplatz nicht. Ab der Preußischen Neuaufnahme von 1894/96 ist der Ort auf Messtischblättern als regelmäßig mit einem Symbol als Kapelle Frauenhäuschen verzeichnet.
1822 lebten drei Menschen im als Haus und Kapelle kategorisierten Ort, der nach dem Zusammenbruch der napoleonischen Administration und deren Ablösung zur Bürgermeisterei Lindlar im Kreis Wipperfürth gehörte. Für das Jahr 1830 werden für den als Frauenhaus mit 1 Kapelle bezeichneten Ort zusammen mit Berghäusgen, Dörl, Eremitage, Falkenhof, der hintere Falkenhof und Clause 57 Einwohner angegeben.
Der 1845 laut der Uebersicht des Regierungs-Bezirks Cöln als Kapelle kategorisierte und als Frauenhaus bezeichnete Ort wird für diese Zeit ohne Einwohner geführt.